# Cheiloneurus kollari
Cheiloneurus kollari är en stekelart som först beskrevs av Mayr 1876.  Cheiloneurus kollari ingår i släktet Cheiloneurus och familjen sköldlussteklar. Inga underarter finns listade i Catalogue of Life.